# Christine Gregoire
Christine O’Grady Gregoire, född 24 mars 1947 i Auburn, Washington, är en amerikansk demokratisk politiker. Hon var den andra kvinnliga guvernören och den 22:a guvernören i delstaten Washingtons historia (2005–2013).
Hon studerade vid University of Washington och arbetade på hälso- och socialdepartementet, där hon träffade sin blivande make Mike Gregoire. Hon avlade juristexamen vid Gonzaga University i Spokane.
2004 års guvernörsval avgjordes först efter en omräkning. På valdagen såg det ännu ut som om republikanen Dino Rossi skulle vinna, men till sist var det Gregoire som vann och tillträdde ämbetet som guvernör i Washington i januari följande år.
Gregoire är katolik. Politiskt sett befinner hon sig enligt amerikanskt mått mätt till vänster om många politiker, med bland annat miljöhänsyn, fria aborter och rättigheter för homosexuella på agendan.
Hon är gift med Mike Gregoire sedan 1974. De har två barn.